# قاضی چودهری
قاضی چودری (به هندی: Justice Chaudhury) فیلمی محصول سال ۱۹۸۳ و به کارگردانی کی. راگاوندرا رائو است. در این فیلم بازیگرانی همچون جیتندرا، سری دوی، هما مالینی، موشومی چاترجی، شاکتی کاپور، دباشری روی، آرون گوویل، قادرخان ایفای نقش کرده‌اند.
این فیلم بازسازی فیلم قاضی چوداری است.